# Ascanio Condivi
Ascanio Condivi (Ripatransone, les Marques (Itàlia), 1525 - 1574) fou un pintor italià deixeble i biògraf de Miquel Àngel.
Va escriure una Vita de Michelangelo Buonarroti el 1553 quan l'artista tènia 78 anys. S'ha volgut veure en aquest text una narració oficial autoritzada per l'ancià geni, i també dictada en part per si mateix.
Una pintura de Condivi, la Sagrada Família, es troba a la Casa Buonarroti a Florència.